# Том 3
«Том 3» — третий студийный альбом российской музыкальной группы «Унесённые ветром», выпущенный в 2000 году на лейбле «Танцевальный рай». Продюсером альбома стал Дмитрий Чижов.
На альбоме практически нет оригинального материала, а присутствуют русскоязычные ремейки популярных песен 1970-х годов, в основном из репертуара группы Boney M., а также Baccara, Ottawan и Christie.

## Отзывы критиков
Алексей Мажаев в своём обзоре для InterMedia отметил, что к третьему альбому Дмитрий Чижов окончательно отказался от попыток писать собственную музыку — потому что всё равно получается то на «Чашку кофею» похоже, то на Эндрю Ллойда Уэббера, — превратив «Унесённые ветром» в пародийную группу, перепевающую иностранные шлягеры, причём даже без изменения в аранжировках. Говоря о русских текстах Чижова, рецензент отметил, что он владеет родной речью так лихо, что это озадачивает, а все диско-хиты обзавелись бесконечно странными, но складными русскими либретто, так что Минаеву с его «шери бренди» надо локти кусать от зависти: «Вставляя в нужное место любое подходящее по размеру русское словосочетание, Чижов на раз пишет тексты на любую тему. Только человек с хорошо развитым воображением мог превратить „Yellow River“ в „Ела рыбу“, а „Hands Up“ — в „Персик“, да еще и сочинить про персик и поедание рыбы связные истории, да еще с эротическим подтекстом!».

## Список композиций
Адаптация всех песен на русский Дмитрия Чижова, авторы музыки указаны.
1. «Медведи» (Франк Досталь) — 4:50 — оригинал — «Sorry, I'm a Lady» (Baccara)
2. «Ела рыбу» (Джефф Кристи) — 3:02 — оригинал — «Yellow River» (Christie)
3. «Персик» (Даниэль Вангард, Жан Клюгер) — 4:14 — оригинал — «Hands Up (Give Me Your Heart)[англ.]» (Ottawan)
4. «Лим-по-по» (Дмитрий Чижов) — 4:01
5. «Папа предложил» (Фрэнк Фариан) — 3:44 — оригинал — «Brown Girl in the Ring[англ.]» (Boney M.)
6. «Гимнаст» (Джеймс Роберт Билсбери, Драфи Дойчер, Джо Менке) — 4:27 — оригинал — «Belfast» (Boney M.)
7. «Врач-стоматолог» (Хайнц Хут, Юрген Хут, Франк Досталь) — 3:10 — оригинал — «Gotta Go Home[англ.]» (Boney M.)
8. «Поролон» — 4:12 (Франк Досталь, Ханс-Йорг Майер) — оригинал — «Rivers of Babylon» (Boney M.)
9. «Megamix» — 7:44
10. «Final» — 0:12

## Участники записи
- Аранжировка, продюсер — Дмитрий Чижов
- Аранжировка — В. Аверин (1, 5, 6, 8)
- Вокал — Татьяна Морозова
- Гитара, мастеринг, сведение — Сергей Проклов
- Ремикс («Megamix») — Алексей Первушин, группа «Джимми»
- Саксофон — Е. Шеремет

Все данные взяты из аннотации к альбому.

## Видеоклипы
- 2000 — «Ела рыбу» (реж. Артём Михалков)[4]